# Nova Soure (kommun)
Nova Soure är en kommun i Brasilien.   Den ligger i delstaten Bahia, i den östra delen av landet, 1 100 km öster om huvudstaden Brasília. Antalet invånare är 24 132.
Följande samhällen finns i Nova Soure:
- Nova Soure

Omgivningarna runt Nova Soure är huvudsakligen savann. Runt Nova Soure är det ganska glesbefolkat, med 30 invånare per kvadratkilometer.